# C/1995 Q2 Hartley-Drinkwater
La Cometa Hartley-Drinkwater, formalmente indicata come C/1995 Q2 (Hartley-Drinkwater), è una cometa non periodica scoperta il 29 agosto 1995 da Malcolm Hartley e Michael J. Drinkwater con il telescopio Schmidt di 1,2 m di diametro dell'osservatorio Anglo-australiano situato a Siding Spring in Australia.
La cometa è definita non periodica in quanto non ne è ancora stato osservato un secondo passaggio; in realtà ha un periodo di circa 424 anni.
L'orbita percorsa dalla cometa è stata calcolata da Syuichi Nakano. Essa presenta un'elevata eccentricità - pari a 0,9665 - e un'inclinazione di circa 168° rispetto al piano dell'eclittica. Il perielio fu raggiunto il 2 agosto 1995, a una distanza di circa 1,9 UA dal Sole (per un confronto Marte mediamente dista dal Sole circa 1,5 UA). L'afelio si trova a 110 UA dal Sole e sarà raggiunto nel 2200 circa.